# 機巧図彙

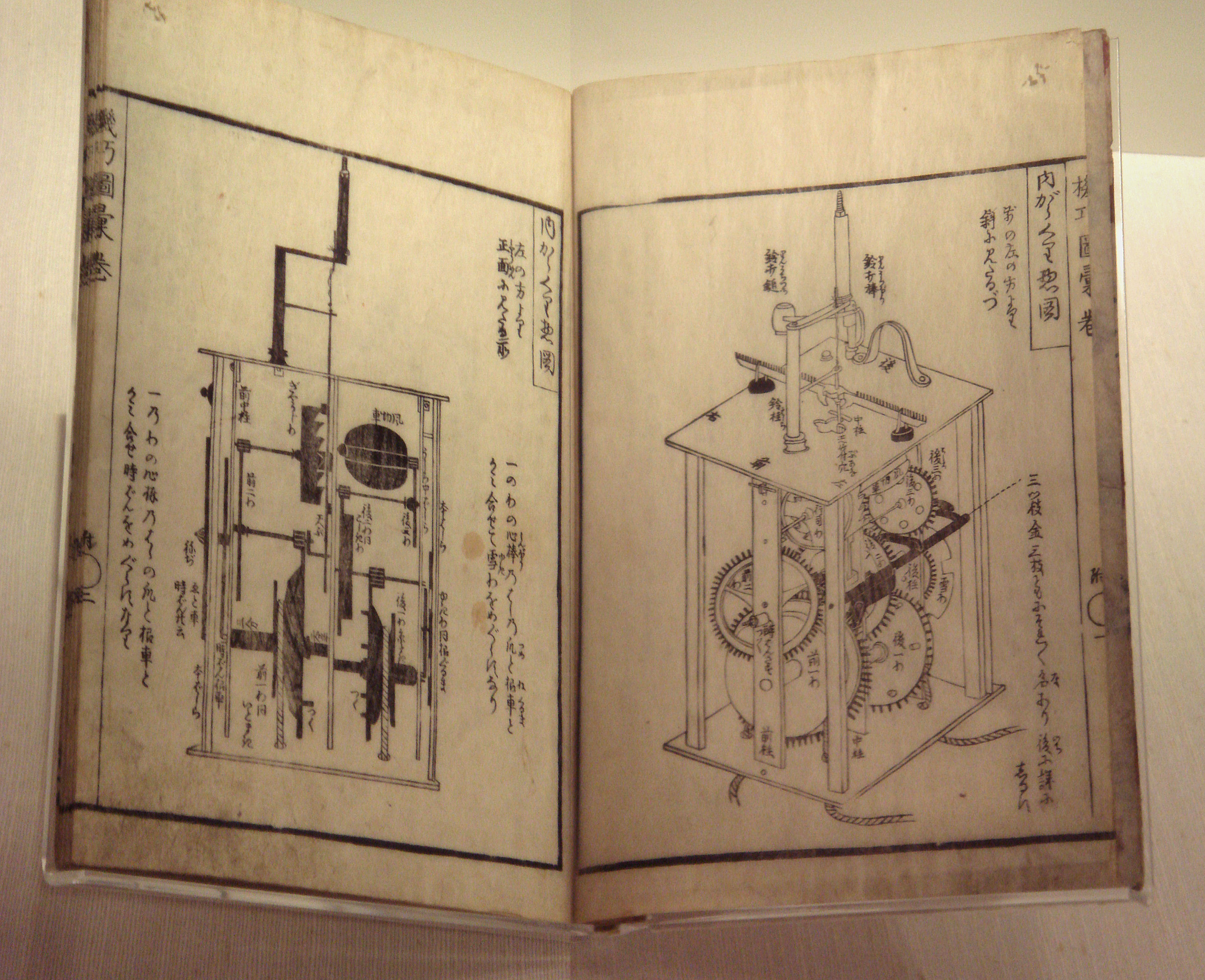
『機巧図彙』に記載される和時計の内部構造

機巧図彙（からくりずい、きこうずい）は細川半蔵が1796年（寛政8年）に著したとされる和時計やからくりに纏わる書籍。この書籍を元に数多くのからくり人形が復元された。

## 概要

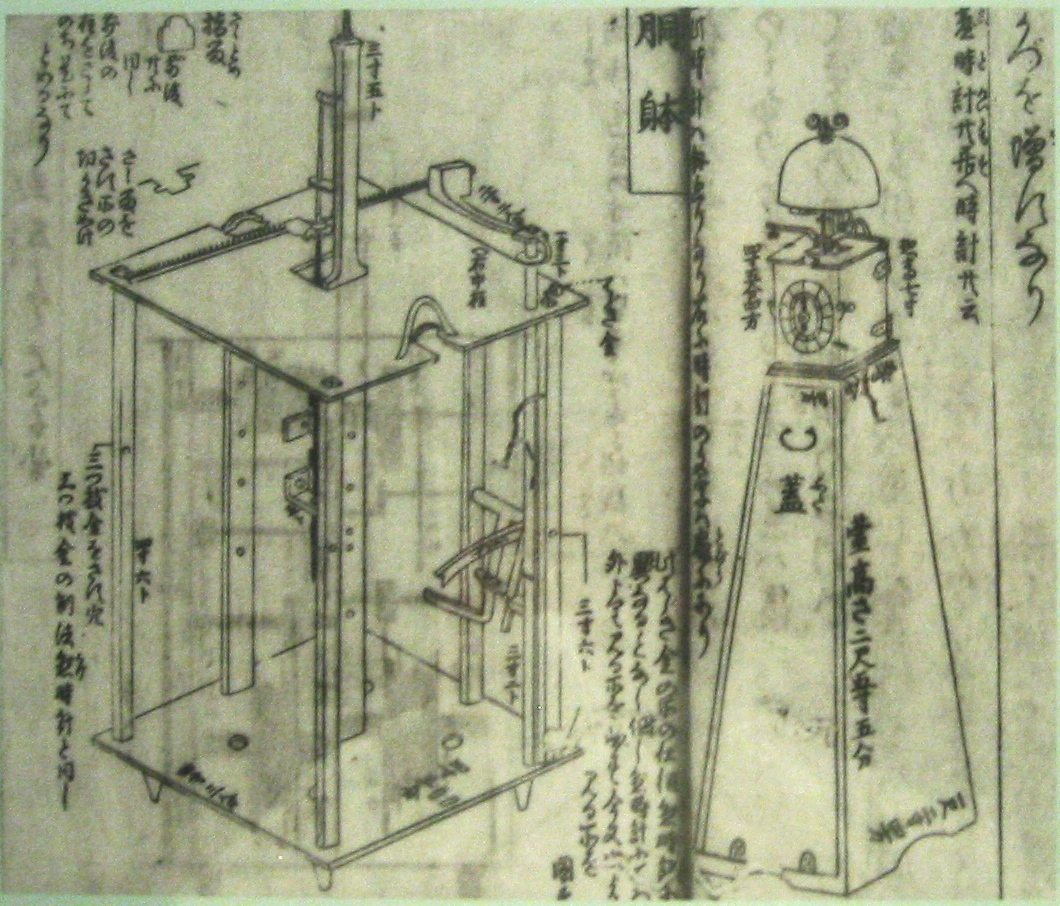
和時計の内部構造の解説

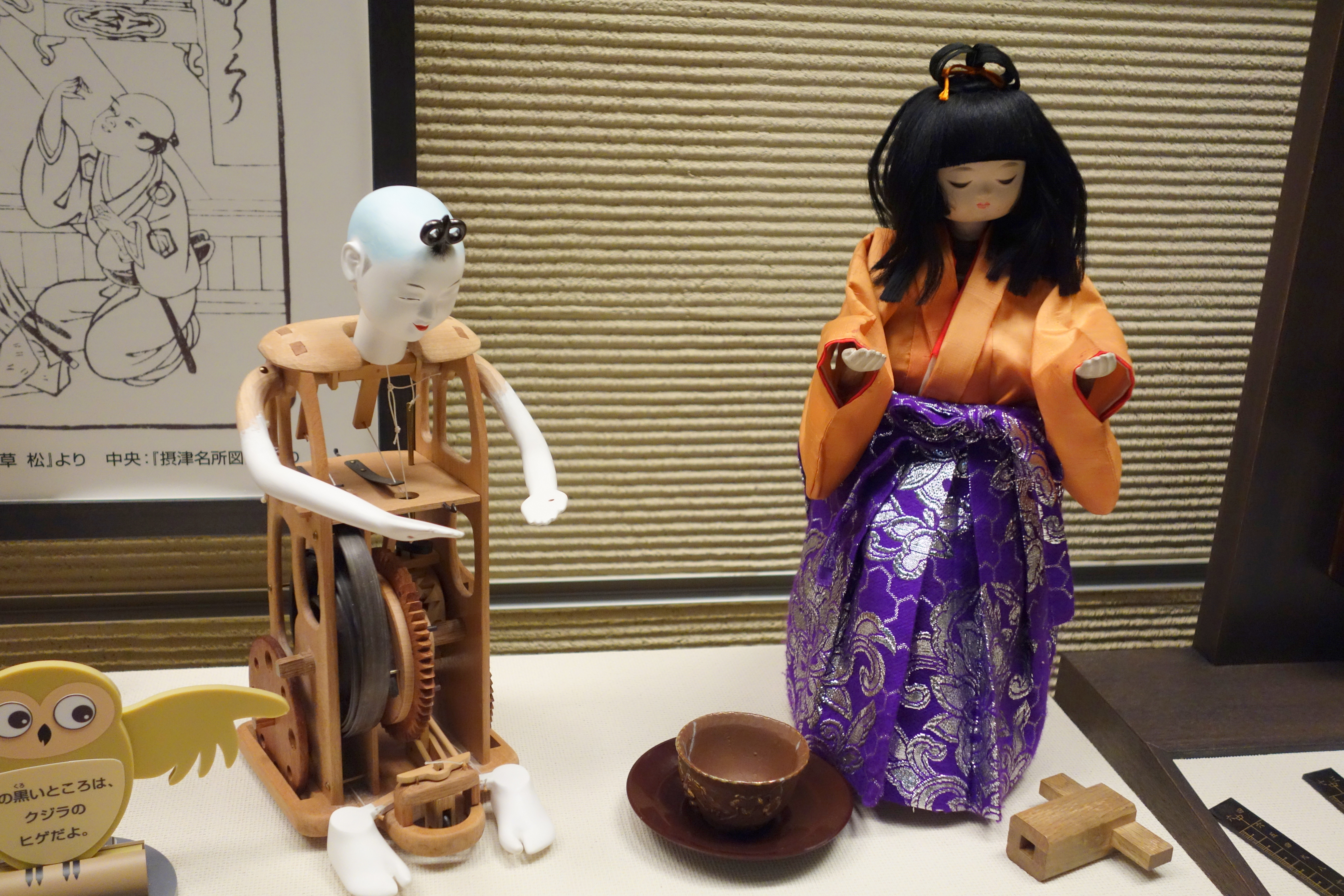
機巧図彙を元に復元された茶運び人形とその内部構造（復元品）。国立科学博物館。

和時計やそれに使用されていたぜんまい仕掛けや脱進機等の機構を応用したからくりに関して書かれている。日本における古典的な機構学の原典とも言える書物で、欧米以外で著された工学関係の書物としても資料的な価値がある。特に茶運び人形に関しては等速制御機構や入出力応答等の自動制御の原理を組み込んでおり、今日の技術立国の源流であるとの見方も散見される。
首巻、上巻、下巻の三冊から成る。首巻では掛時計、櫓時計、枕時計、尺時計の時計4種類、上巻では茶運人形、五段返、連理返のからくり3種類、下巻では龍門滝、鼓笛児童、揺杯、闘鶏、魚釣人形、品玉人形ののからくり6種類について解説している。